# Pachyornis australis
El moa crestado (Pachyornis australis ) es una especie extinta de moa. Es una de las nueve especies conocidas de moa que han existido, por ahora. 
Los moas se agrupan junto con los emúes, avestruces, kiwis, casuarios, ñandúes y tinamúes en el clado Palaeognathae, También Conocidos Como Ratites Todas de las especies de este grupo no pueden volar y carecen de quilla en el esternón .  El nombre de moa crestado se debe a los hoyos encontrados en sus cráneos, lo que sugiere que tenían crestas de plumas largas. En su Cabeza   Estas fosas craneales también se encuentran ocasionalmente en los géneros: Dinornis, Anomalopteryx y otras especies de Pachyornis . 